# Mimmi Larsson
Pour les articles homonymes, voir Larsson.
Ann Mimmi Ellenore Larsson est une footballeuse internationale suédoise née le 9 avril 1994 qui joue actuellement au Djurgårdens IF Dam et en Équipe Nationale de Suède. 

## Biographie

### En équipe nationale
Elle reçoit sa première sélection en équipe de Suède le 21 octobre 2016, lors d'un match amical face à l'Iran (victoire 7-0). 
Le 16 mai 2019, elle figure parmi la liste des 23 joueuses retenues au sein de l'équipe de Suède, afin de participer à la Coupe du monde 2019 organisée en France ; les Suédoises terminent à la troisième place.

## Palmarès

### En sélection
- Coupe du monde
  - Troisième en 2019